# 一本鎖DNA結合タンパク質
一本鎖DNA結合タンパク質（Single-strand DNA-binding protein ：SSB）とは、大腸菌（Escherichia coli）で発見された、一本鎖DNAに特異的に結合するタンパク質である。一本鎖DNAは、DNAの代謝（複製、組換え、修復）で生成される。SSBタンパク質はこの一本鎖DNAを安定化させるだけでなく、これらのプロセスに関与する多数のタンパク質に結合することでその機能を調節する。 
活性を有する大腸菌SSBタンパク質は、4つの同一の19 kDaサブユニットで構成されている。この四量体の一本鎖DNAへの結合は複数の異なる「モード」によって行われていることが示唆されており、塩濃度など、多くの因子に依存して結合するDNA塩基の数が変化する。例えば、in vitroの高塩濃度で多く見いだされるのは、約65個のヌクレオチドのDNAが4つのサブユニットすべてに接触してSSB四量体を包んでいる(SSB)65結合モードである。一方、低塩濃度では、約35個のヌクレオチドが2つのSSBサブユニットのみに結合する(SSB)35結合モードが形成される傾向にある。in vivoでの結合モードとその機能に関しては研究途上である。 

## 細菌SSBタンパク質
細菌のSSBタンパク質ドメインは、DNA複製、修復、および組換えにおいて一本鎖DNAを維持する機能があることが明らかとなっている 。3本のβストランドからなる構造を持ち、タンパク質二量体の形成に際して1つの6本鎖βシートが形成される。 